# Greig Island
Greig Island är en ö i Kanada.   Den ligger i provinsen Ontario, i den sydöstra delen av landet, 60 km sydväst om huvudstaden Ottawa.
Omgivningarna runt Greig Island är en mosaik av jordbruksmark och naturlig växtlighet. Runt Greig Island är det glesbefolkat, med 20 invånare per kvadratkilometer.